# Tornakápolna
Tornakápolna is een plaats (község) en gemeente in het Hongaarse comitaat Borsod-Abaúj-Zemplén. Tornakápolna telt 24 inwoners (2007).